# Сражение при Фезулах
Сражение при Фезулах (ит. Battaglia di Fiesole) — военная операция, проведенная в 406 году войсками Западной Римской империи под командованием Стилихона против вторгшихся в Италию остготов Радагайса. 

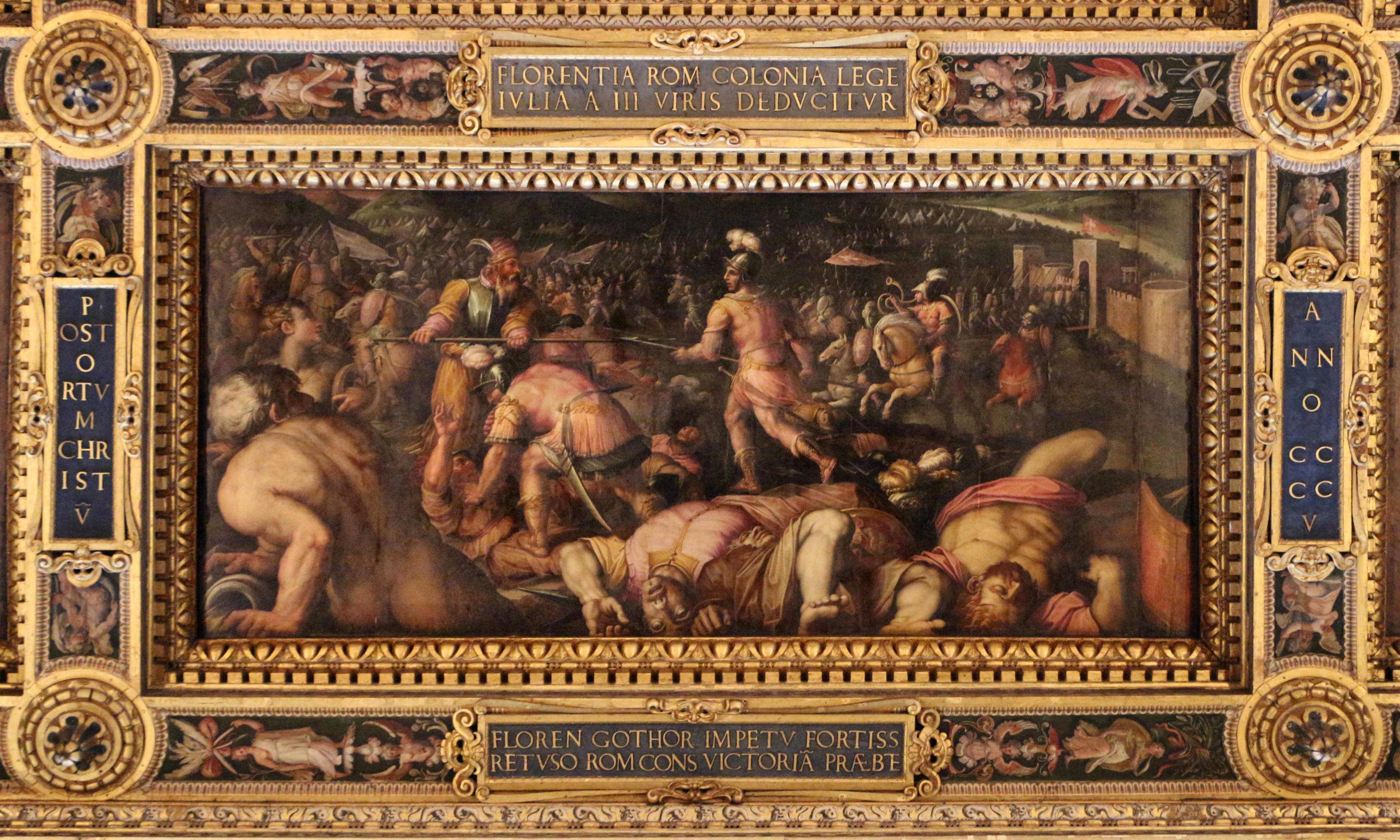
Разгром Радагайса при Фезулах. Картина Джорджо Вазари

После побед над варварами при Полленции и Вероне Западная Римская империя столкнулась с новым вторжением. В конце 405 или начале 406 года вождь готов Радагайс пересек Альпы и вошел в Италию с главе огромной армии, состоявшей в основном из остготов. После захвата незащищенной Реции и северной Италии, сильно опустошив плодородные сельские районы, готы осадили Флоренцию. 
Стилихон издал указ о принятии ряда чрезвычайных мер, чтобы справиться с варварами, и даже разрешил рабам, которых обычно не нанимали на военную службу, записываться в армию в обмен на свободу и денежную премию в размере двух солидов. Он спешно собрал войска для защиты Италии, завербовав на службу других вестготов под командованием Саруса, а также некоторых гуннов. Римская армия стала насчитывать около 20 000 солдат. У Радагайса было до 20 000 воинов, что вместе с женами, рабами и детьми составляло от 50 000 до 100 000 человек. 
Стилихон, прибыв из Павии под осаждённую Флоренцию, сумел переправить крайне необходимые припасы и подкрепления в осажденный город. С прибытием армии Стилихона остготы были вынуждены отступить к Фезулам, где расположились лагерем. Стилихон стал окружать лагерь варваров циркумвалационной линией, для работ по строительству которой были привлечены тысячи местных жителей. Хотя в ходе работ готы предпринимали неоднократные попытки прорваться, римляне смогли отразить их попытки. После того как работы были завершены и установлена полная блокада варварского лагеря, готы стали голодать. Радагайс, оказавшись в ловушке, признал безнадежность своего положения и 23 августа капитулировал. Хотя ему была обещана жизнь, Стилихон приказал к его обезглавить. 
Ради усиления своей армии Стилихон заставил 12 000 солдат Радагайса поступить на римскую службу, в то время как остальные выжившие варвары были проданы в рабство. Большое их количество стало причиной резкого падения цен на рабов.
Стилихона снова чествовали как спасителя, и в Риме была открыта триумфальная арка в ознаменование победы, «которая навеки уничтожила гетский народ». Более того, римляне, благодарные полководцу «за его исключительную любовь к римскому народу», воздвигли статую, изображающую Стилихона, на трибуне Ростры.